# Idioma tugurt
Tugurt, también conocido como Oued Righ Berber y Tamazight Temazino, es un idioma zenati, de la familia de lenguas bereberes hablado en algunos de los oasis de la región noreste de Oued Righ alrededor de Touggourt en Argelia. A partir de 1893, su área de habla principal estaba en Temacine, Blidet-Amor, Meggarine y Ghomra. Está estrechamente relacionado con las lenguas cercanas  Tumzabt (mozabita) y  Teggargrent (Ouargli).[cita requerida]